# 海德利桑德
海德利桑德是冰島西部區斯奈山镇市镇里的村庄，位於該國西部斯奈山半島西北端，船隻經常在通過該鎮附近的海灣發生意外，2023年人口364。

## 外部連結

海德利桑德全景图

- Rif and Hellissandur villages in Snæfellsbær municipality （页面存档备份，存于） （英文）

64°55′N 23°54′W / 64.917°N 23.900°W